# مهره لونی
مهره لونی (به انگلیسی: Mohra Ni Luni) یک شهر در پاکستان است که در اسلام‌آباد واقع شده‌است. مهره لونی ۵۲۳ متر بالاتر از سطح دریا واقع شده‌است.